# NGC 5940
NGC 5940 је спирална галаксија у сазвежђу Змија која се налази на NGC листи објеката дубоког неба.
Деклинација објекта је + 7° 27' 27" а ректасцензија 15h 31m 18,2s. Привидна величина (магнитуда) објекта NGC 5940 износи 13,7 а фотографска магнитуда 14,5. NGC 5940 је још познат и под ознакама UGC 9876, MCG 1-39-25, CGCG 50-7, IRAS 15288+0737, PGC 55295.